# 若月さな
若月 さな（わかつき さな）は、日本のイラストレーター。9月6日生まれ。
ライトノベルのイラストや、ゲームの原画などを中心に活動。

## 作品リスト

### 小説
- ラブこみっ! めざせ! 冬コミ一年生!! （ファミ通文庫、2004年3月） - 表紙、挿絵
- キリサキ （富士見ミステリー文庫、2005年2月） - 表紙、挿絵
- シナオシ （富士見ミステリー文庫、2005年12月） - 表紙、挿絵
- ドリームノッカー  チョコの奇妙な文化祭 （電撃文庫、2006年9月）  - 表紙、挿絵
- ネコのおと リレーノベル・ラブバージョン （富士見ミステリー文庫、2006年12月） - 挿絵
- ドラモンド家の花嫁 （角川スニーカー文庫、全3巻、2008年5月〜2009年4月） - 表紙、挿絵
- ソードギャラクシー -風、天を駈けよ- （幻狼ファンタジアノベルス、全3巻、2009年5月〜2010年2月） - 表紙、挿絵
- Baby Princess （電撃文庫、既刊7巻、2009年4月〜） - 挿絵
- CLANNAD SSS -opal- （なごみ文庫、2009年6月） - 一部挿絵

### ゲーム
- ふぁいなりすと （プリンセスソフト、2006年1月） - キャラクターデザイン・原画
- セカンドノベル 〜彼女の夏、15分の記憶〜 （日本一ソフトウェア、2010年7月） - 特典小冊子挿絵
- uni. （CIRCUS、2010年10月） - キャラクターデザイン・原画
- クリミナルガールズ （日本一ソフトウェア、2010年11月） - 法人特典イラスト

### その他
- アマガミ - Various Artists - （エンターブレイン/マジキューコミックス、2009年8月） - 表紙
- アマガミ - Various Artists - 3 （エンターブレイン/マジキューコミックス、2010年4月） - 口絵
- アマガミ - Various Artists - 5 （エンターブレイン/マジキューコミックス、2010年12月） - 口絵
- Baby Princess 公式ファンブック 『My Dearest True Family 〜マイディアレスト トゥルーファミリー〜』 （アスキー・メディアワークス、2011年4月） - 『電撃G's magazine』掲載イラスト収録